# Construção de Rodovia
Construção de Rodovia são 4 painéis pintados a óleo em formatos de mural de Cândido Portinari. As obras foram encomendadas em 1928 pelo Governo Washington Luís para fazerem parte do Monumento Rodoviário da Rodovia Presidente Dutra. Elas foram entregues pelo artista em 1936.
Os murais, de tendências realistas e que medem 0,96 por 7,68 metros cada um, representam cenas da construção da rodovia. Para sua execução, Portinari contou com a ajuda de alguns de seus alunos do Instituto de Artes.
Desde 1999 passaram a fazer parte do acervo do Museu Nacional de Belas Artes, no Rio de Janeiro.